# Pionki
Pionki (udtale:[ˈpʲɔŋkʲi]) er en by og en kommune (Gmina) der ligger i det østlige, centrale Polen, i den sydlige del af voivodskabet Masovien (Województwo mazowieckie) og har 16.779(2021) indbyggere og et areal på 	18,34 km². Den er en del af powiatet (amt) Radom. 

## Historie
Området omkring nutidens Pionki blev første gang nævnt i 1391. Siden det 14. århundrede har der været to landsbyer ved Zagożdżon-floden, som løber gennem området, Pionki og Zagożdżon, hver med en vandmølle. To mindesten mindes stadig 1. januar 1467; på den ene side fødslen af kong Sigismund den Første og på den anden side om en jagt, som Kasimir 4. Jagiellon organiserede nær Pionki.

## Galleri
- Dammen Staw Górny
- Sankt Barbara kirken
- Mindesmærke for det tidligere vinylpladepresseri
- Pædagogisk bibliotek